# Distrito de Leoncio Prado (Lucanas)
El Distrito de Leoncio Prado es uno de los 21 distritos que conforman la Provincia de Lucanas, ubicada en el Departamento de Ayacucho, (Perú).

## Historia

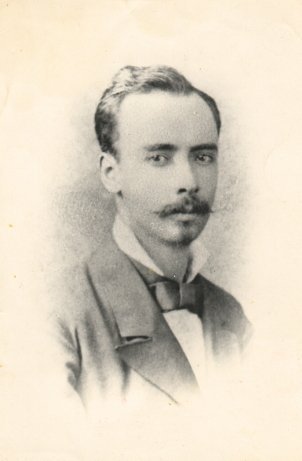
Leoncio Prado

El distrito fue creado mediante Ley No.9149 del 14 de junio de 1940, en el gobierno del presidente Manuel Prado Ugarteche. Su capital es el centro poblado de Tambo Quemado.

## Autoridades

### Municipales
- 2019 - 2022[3]
  - Alcalde: Billy Dusan Palomino Ayala.

Alcaldes anteriores
- 2011 - 2014: Mario Adan Alfaro Pacase
- 2007 - 2010: Mario Adan Alfaro Pacase
- 2003 - 2006: Billy Dusan Palomino Ayala
- 1999 - 2002: Billy Dusan Palomino Ayala